# Michelle Finn-Burrell
Michelle Finn-Burrell (Orlando, 8 maggio 1965) è un'ex velocista statunitense.

## Biografia
È sposata con l'ex velocista Leroy Burrell, da cui ha avuto tre figli: Cameron, Joshua e Jaden.
All'apice della carriera ha vinto una medaglia d'oro ai Giochi olimpici di Barcellona 1992 nella staffetta 4×100 m, correndo, però, solo in batteria.

## Palmarès
| Anno | Manifestazione      | Sede         | Evento  | Risultato | Prestazione | Note |
| ---- | ------------------- | ------------ | ------- | --------- | ----------- | ---- |
| 1987 | Giochi panamericani | Indianapolis | 4×100 m | Oro       | 42"91       |      |
| 1992 | Giochi olimpici     | Barcellona   | 4×100 m | Oro       | 42"11       |      |